# ボビー・リー
ボビー・リー (Bobby Lee, 1971-)は韓国系アメリカ人のコメディアン、俳優、ポッドキャスター。

## 略歴
カリフォルニア州サンディエゴ郡ポーウェイで生まれ育った。両親は韓国からの移民。
サンディエゴのパロマー大学に通い、アルバイトをしながらスタンダップコメディを学んだ。大学を中退し、1994年にアマチュアスタンダップコメディの初舞台に挑戦した。
舞台を経験し始めて1年も経たないうちにカルロス・メンシアの目に留まり、ロサンゼルスのクラブで前座を務めることになった。2001年に「マッドTV！」シーズン7で初のアジア系キャストとしてメンバーに加わり広く知られるようになった。
両親は家業の衣料品店を継がせるつもりだったので、彼がコメディアンを目指しているのを快く思っておらず疎遠になっていた。しかし2002年に「ザ・トゥナイトショー・ウィズ・ジェイ・レノ」に出演する息子を見て、父親は数年ぶりに電話をして今まで応援しなかったことを謝ったという。
2015年、”TigerBelly Podcast”をスタート。主にアジア系アメリカ人をテーマに進行するトーク番組で、登録者数40万人を超える人気番組となった。
2018年、「私立探偵マグナム」のジン役で準レギュラーを獲得。2020年に俳優・コメディアンのアンドリュー・サンティーノと共同で「バッドフレンズ・ポッドキャスト」をスタートした。

## プライベート
12歳頃にマリファナやスピード、15歳でヘロインに手を出し、17歳になるまでに3回の薬物依存症のリハビリを経験した。「マッドTV！」に出演している頃、プロデューサーからコメディアンの資質が無いなどと辛辣な言葉を浴びせられ、ストレスで再びバイコディンに手を出した。さらに2019年に父親がパーキンソン病で亡くなったときはアルコール依存症に陥り、2年間治療をしたと告白した。
『私のスタンダップコメディを見たらクレイジーなやつだと思うでしょう。でも本当は蝋燭を灯して一人でラフマニノフを聴くような寂しい人間です』と打ち明けている。
また、ボビーは様々なチャリティイベントに参加しており、仲間と集めた募金の額は300万ドルに及ぶという。2013年に開催された第9回ミュージケアーズではホストを務めた。
弟のスティーブ・リーはミュージシャン、コメディアンとして活躍中である。

## フィルモグラフィ

### 主な映画出演
| 製作年 | 邦題 原題                                                               | 役名                 | 備考 |
| ------ | ----------------------------------------------------------------------- | -------------------- | ---- |
| 1999   | ジ・アンダーグラウンド・コメディ・ムービー The Underground Comedy Movie | 中国人               |      |
| 2008   | スモーキング・ハイ Pineapple Express                                    | ボビー               |      |
| 2011   | 宇宙人ポール Paul                                                       | 使用人               |      |
| 2012   | ディクテーター 身元不明でニューヨーク The Dictator                      | Mr.ラオ              |      |
| 2015   | ザ・コメント The Comments                                               | ヒュー               |      |
| 2016   | Mr.&Mrs.スパイ Keeping Up with the Joneses                              | リッキー・リュー     |      |
| 2020   | 僕のミッシー The Wrong Missy                                            | ホテルのフロントマン |      |
| 2021   | ウィッシュ・ドラゴン Wish Dragon                                        | トール・グーン       |      |
| 2024   | ボーダーランズ (映画) Borderlands                                       | ラリー               |      |

### 主なテレビ出演
| 製作年         | 邦題 原題                                                    | 役名              | 備考                                      |
| -------------- | ------------------------------------------------------------ | ----------------- | ----------------------------------------- |
| 2001-2009 2015 | マッドＴＶ！ Madtv                                           |                   | シーズン７のレギュラー シーズン15のゲスト |
| 2005           | ラリーのミッドライフ★クライシス Curb Your Enthusiasm         | サン              | 1エピソード                               |
| 2006           | フレイザー家の秘密 Undoing                                   | ケニー            | ミニシリーズ                              |
| 2007           | アメリカン・ダッド American Dad!                             | ダニー            | 1エピソード                               |
| 2009           | ファミリー・ガイ Family Guy                                  | アジア人          | 2エピソード                               |
| 2013           | アレステッド・ディベロプメント Arrested Development          | Mr.オウ           | 1エピソード                               |
| 2015 2018      | NCIS:LA 〜極秘潜入捜査班 NCIS: Los Angeles                   | リオ              | 1エピソード                               |
| 2017           | 素顔のロブ Real Rob                                          | キム・リン        | 1エピソード                               |
| 2017           | 刑事★コムラッド ～同志に別れを～ COMRADE DETECTIVE           |                   | 1エピソード                               |
| 2019-          | 私立探偵マグナム Magnum P.I.                                 | ジン・ジョン      | シーズン2以降レギュラー                   |
| 2021           | 陰謀論のオシゴト Inside Job                                  | Dr.アンドレ（声） | アニメシリーズ                            |
| 2021           | セックス・アンド・ザ・シティ 新章 And Just Like That...      | ジャッキー・ニー  | 6エピソード                               |
| 2023           | メル・ブルックス/珍説世界史PARTⅡ History of the World: PartⅡ | Harold            | 1エピソード                               |